# Antonella Mularoni
Antonella Mularoni (Città di San Marino, 27 settembre 1961) è una politica ed ex magistrato sammarinese.
Ha ricoperto il ruolo di Capitano Reggente dal 1º aprile 2013 al 1º ottobre 2013 insieme a Denis Amici.

## Biografia
Nel 1986 si laureò in giurisprudenza all'Università di Bologna, inoltre entrò a far parte del Partito Democratico Cristiano Sammarinese, prima come membro della sezione giovanile e poi del comitato centrale, dove si occupò delle pari opportunità e delle politiche sulla famiglia. Nel 1986 il Consiglio Grande e Generale approvò la nuova legge sulla famiglia.
Nel periodo 1993-2008 divenne presidente del nuovo partito Alleanza Popolare dei Democratici Sammarinesi.
Nel 1986-1987 ricopre un incarico presso la Segreteria di Stato per le finanze e il bilancio.
Dal 1987 al 1990 diventò direttrice dell'ufficio delle relazioni con le comunità sammarinesi che vivono all'estero.
Nel 1989-1990 rappresenta San Marino al Consiglio d'Europa.
Viene eletta per la prima volta al Consiglio Grande e Generale nel 1993, carica che mantiene fino al 2001 quando diventa giudice della Corte europea dei diritti dell'uomo con sede a Strasburgo.
Nel 2008 con la scadenza del mandato al CEDU si candida con Alleanza Popolare e viene eletta, diventando segretaria per gli Affari Esteri e Politici.
Il 21 marzo 2013 viene eletta insieme a Denis Amici capitana reggente per il periodo 1º aprile - 1º ottobre 2013.
Il 13 marzo 2018 è stata indicata da Repubblica Futura, il partito politico in cui milita da anni, per prendere il posto del dimissionario Nicola Cavalli nel Consiglio direttivo di Bcsm cioè la Banca Centrale di San Marino. Diversi politici hanno sottolineato l'inopportunità della nomina, dato che Mularoni è anche ambasciatore a disposizione e nel Cda dell'Agenzia per lo sviluppo. Matteo Zeppa, capogruppo di Rete, ha chiesto la sospensione della nomina, sottolineando il conflitto di interessi, altrimenti la dimissione da ambasciatore, "che è un ruolo di rappresentanza del governo".